# シティサイクル
シティサイクル（City cycle）とは、現在の日本における自転車の中で最も一般的で多数を占める日常生活用車種の総称である。俗に「ママチャリ」などとも呼ばれる。また、「軽快車」と呼ばれることもある（軽快車も参照）。英語圏では、シティバイク（Citybike）、アーバンバイク（Urbanbike）、クラシックバイク（Classic bike）、ヨーロピアンシティバイク（European city bike、ECB）とも呼ばれる。通勤用としてマウンテンバイクのコンポーネントを搭載したクロスバイクのようなハイブリッドバイクもありコミューターバイク（Commuter bike）と呼ばれる。

## 定義
かつてこのカテゴリーは軽快車と呼ばれていたが、日本人のライフスタイルと嗜好の変化に応じてこの分野の製品の形態の変化・多様化が進んだことで、軽快車という枠組みでは捉えきれなくなったために新たに与えられた名称である。日本工業規格JIS D 9111:2005（自転車 - 分類及び諸元）では、従来の「軽快車」に代えて「シティ車」として、「主に日常の交通手段及びレジャーに用いる短中距離、低中速走行用自転車」と定義されている。
軽快車とシティサイクルの間に明確な定義があるわけではなく、その境界は曖昧である。「シティサイクル」の名称は、自転車業界（輪界）で自然発生的に生まれ広まったものを業界団体・公的機関が追認する形となった。そのため、その指し示す範囲は業界においても厳密ではなく、特定のタイプを指して用いられる場合もあれば、ミニサイクルやコンパクト車、さらにはビーチクルーザーなど広い範囲を指して用いられる場合もある。

ちなみに「ママチャリ」という俗称は、当初、婦人用ミニサイクルを指すものとして生まれ（“ママのチャリンコ”の略）、やがてミニサイクルブームの終焉に伴って婦人用軽快車を指すものに移り、ついにはシティサイクル全体を指すものへと変化したという説がある。

## 歴史

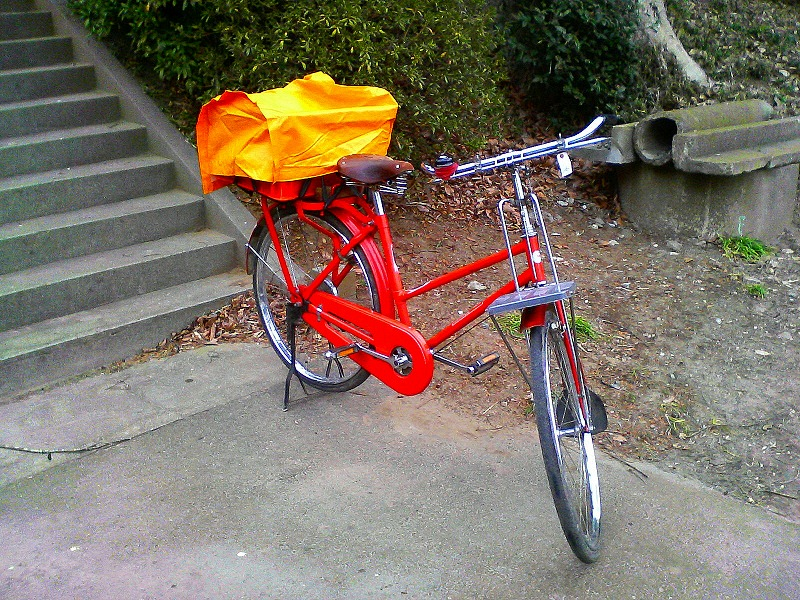
かつて日本で主流だった実用車

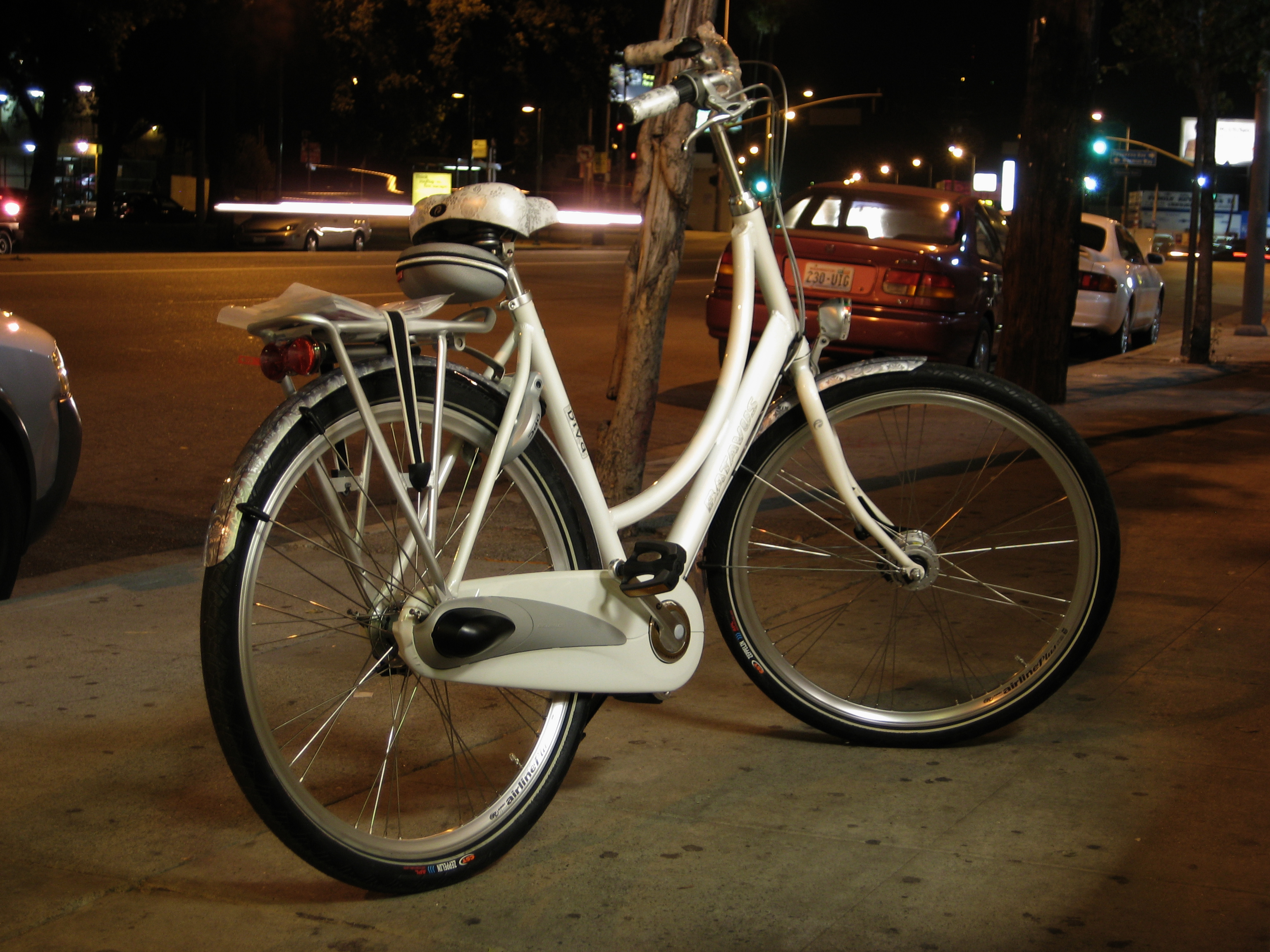
コンテンポラリーデザインのヨーロピアンシティバイク

かつて日本では、一般的に実用車が使用されていた。女性の使用を考慮したものも作られたものの、さらなる開発が必要となり、ファッショナブルで軽い軽快車が多く発表される。日本工業規格にて軽快車からシティ車への再定義が行われたのはJIS D 9111の1995年改正である。しかし現実の変化はそれよりはるかに早くから始まっていた。なかでもエポックメーキングだったのは、1980年代初期にブリヂストンサイクルが発売したKAMAKIRIシリーズである。それまでの画一的な軽快車の枠を脱し、ファッショナブルなデザインを盛り込むことで新たな需要を掘り起こす試みとして、KAMAKIRIのヒットに端を発し、各自転車メーカーもこぞって追従するブームとなった。「KAMAKIRI」はブリヂストンの商標であるため、他社製品を含めたこの分野全体を表すものとして「シティサイクル」という名称が生まれ、次第にその範囲を広げていった。
その特徴として、スポーツ車のイメージを取り入れたり、無駄な装備を取り払う「引き算の発想」に基づくデザインと、赤や黄色や黄緑などの鮮やかな膨張色のモデルも発売するなど、それらによって従来の軽快車を大きく上回る「軽快感」を体現していた。どろよけを備え、シンプルな半ケースのチェーンガードと、ワイヤ式ブレーキを前後に備える。また、鮮やかな塗装色は紫外線による退色や、汚れや錆びが目立ちやすい点が問題視されて、汚れの目立たない中間色のメタリック塗装も多い。

## 種類
シティサイクルは使用目的やユーザー層に合わせた多様な形態があり、いくつかの代表的なタイプにわけられる。

### 基本型

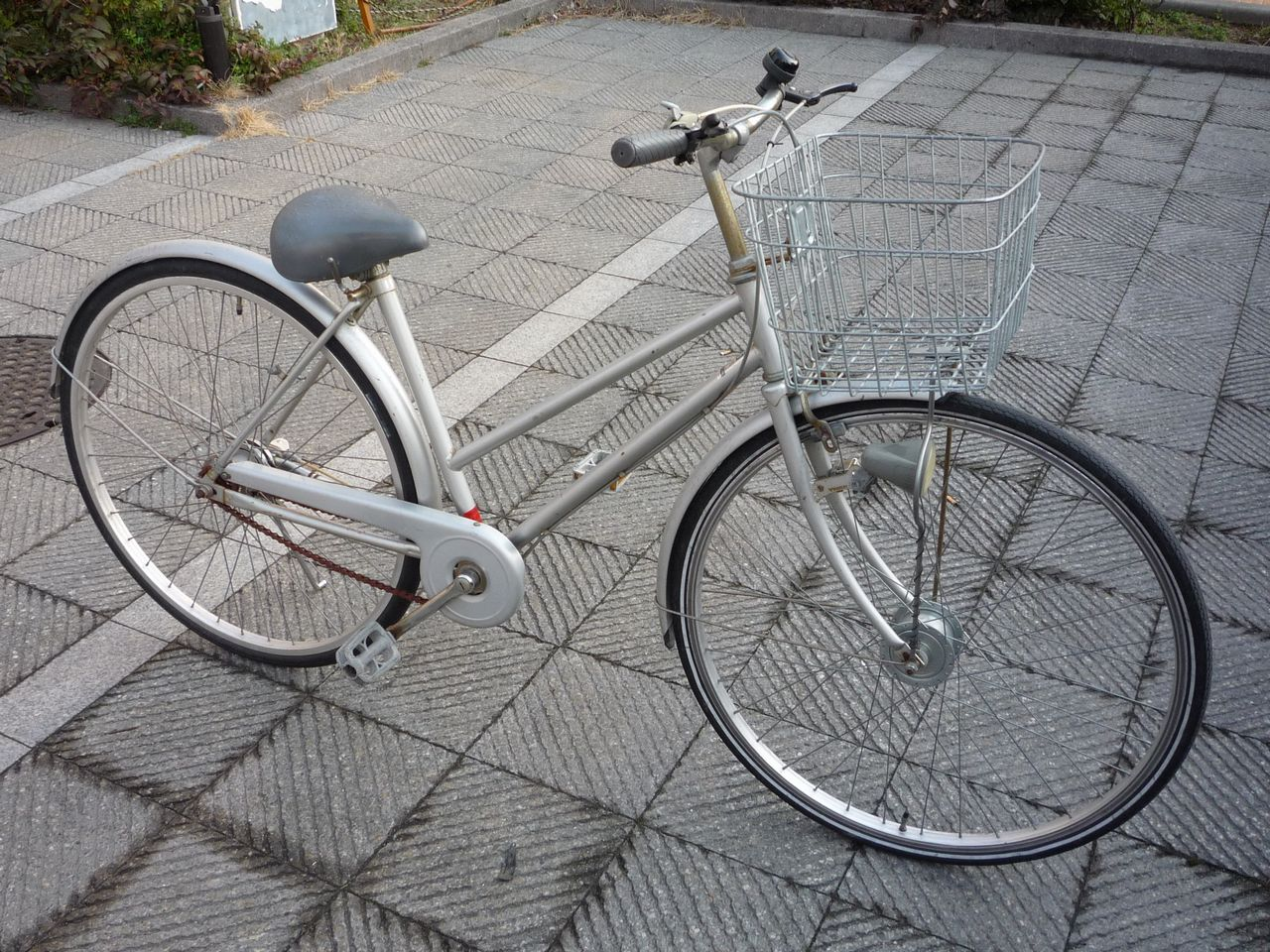
シティサイクル（基本型）

メーカーや販売店によっては、単に「シティサイクル」という場合は、特にこのタイプに限定する場合もある。カマキリ自転車の面影を色濃く残す最もシンプルなタイプであり、性別を問わないユニセックスな形態であるため、学生、生徒の通学や、男性および若い女性の通勤用途に選ばれることが多い。
フレームは直線的な構成のスタッガードフレーム（Staggered frame）ステップスルーフレーム step-through frame（オープンフレーム open frame、 ローステップフレーム low-step frame）で、チェーンガードはピストル型と呼ばれる半ケース。スタンドは一本足のキックスタンドが付く。前かごを標準装備するが、リヤキャリヤ（後荷台）は別売りとなるものが多い。俗にトンボハンドルと呼ばれるオールラウンダー・バータイプのハンドルバーをもつ物が多いが、カマキリハンドルと呼ばれる大きくアップした（ライズが大きいと表現することもある）アップハンドルを装備したものもある。スタッガードフレームとは和製英語であり、「よろめいたフレーム」と言う意味になってしまうため、英語では、使われない。
タイヤのサイズは27型（27×1 3/8 リム径630mm）のものが多数を占め、一部にひとまわり小さい26型（26×1 3/8 リム径590mm、フランス式：650A）や、体格の大きく活発なユーザーによる酷使に耐えるべく、大きく太い28型（28×1 1/2 リム径635mm、フランス式：700B）を採用したものがある。タイヤ幅は35mm。なお、24×1 3/8、22×1 3/8、20×1 3/8サイズの小さなものもあるが、これらは子供車として扱われることが多い。
チューブバルブには、英式バルブ（ウッズバルブ、ダンロップバルブ）のものが使われている。
使用コンポーネントもスポーツバイク（ロードバイク・MTB）と異なる部分が多い。ボトムブラケットのシェル幅が70mmで右側だけ逆ネジ、フロントフォークのエンド幅が93mm（スポーツ系の多くが100mm）、各所に使われるネジに「BC」規格という自転車専用のものを使う、後輪ブレーキはハブと一体使用のバンドブレーキやローラーブレーキが圧倒的に多い、等々の独自性を有している。

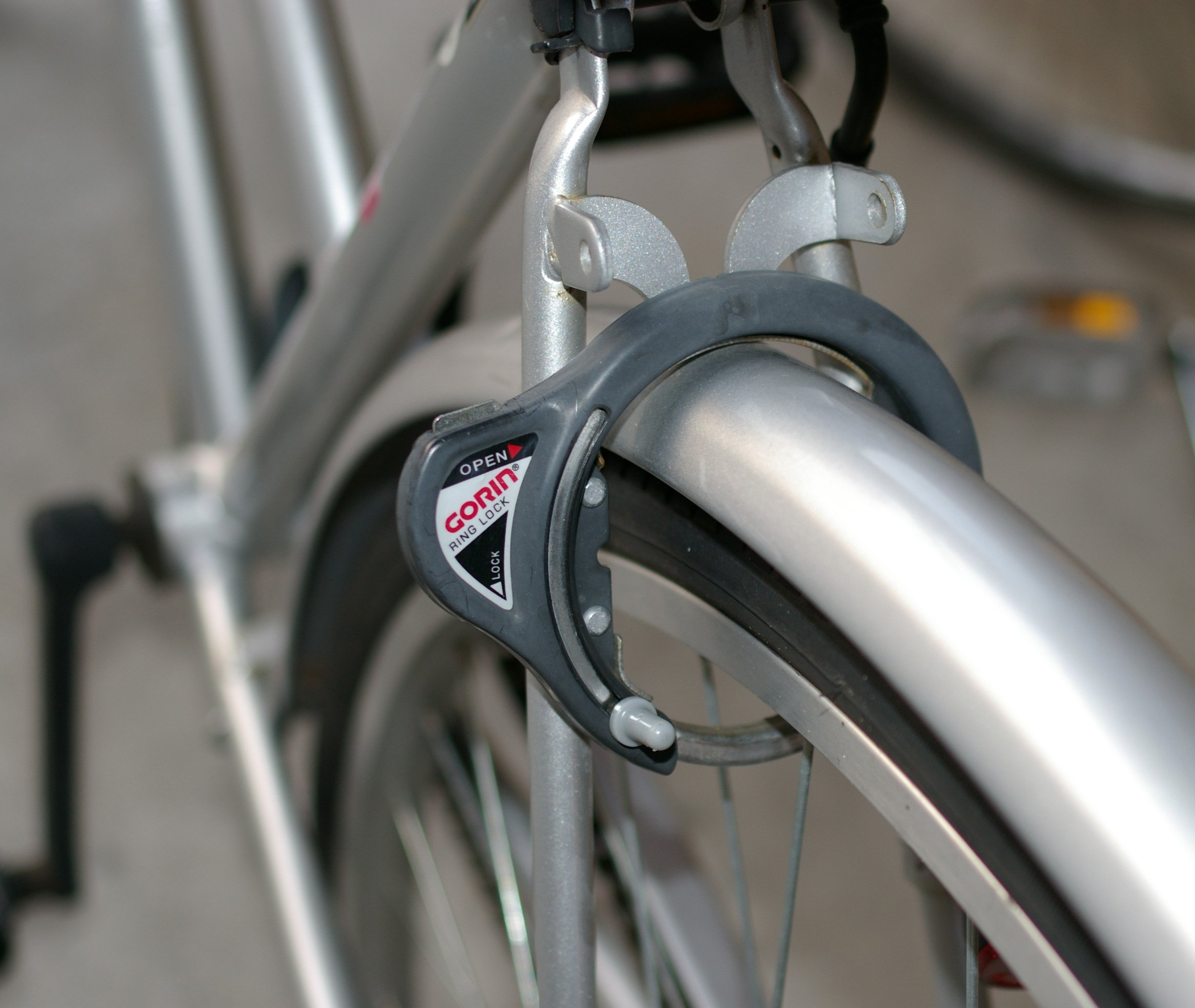
自転車O字ロック

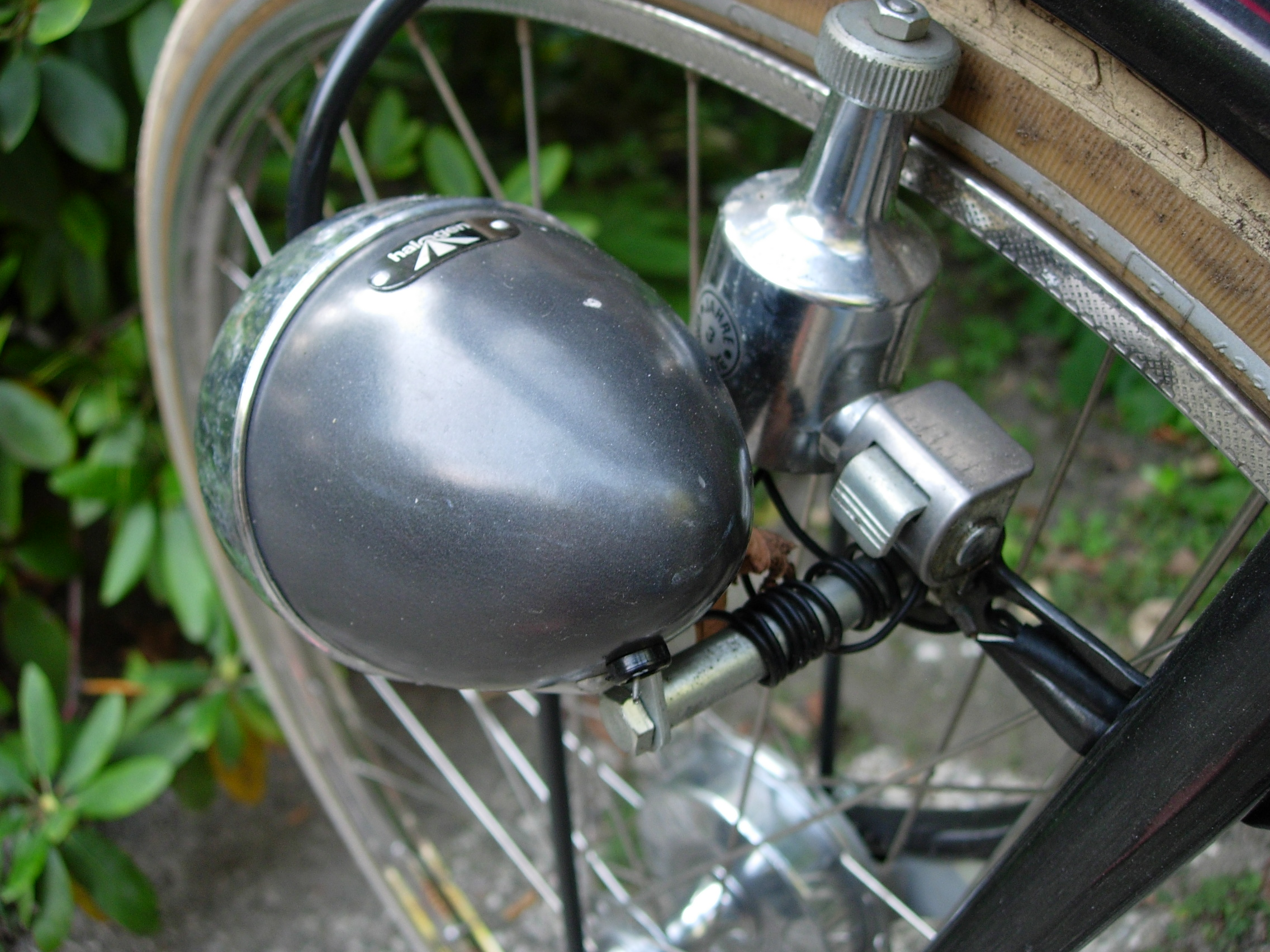
ボトルダイナモ（bottle dynamo）とランプ

標準でO字ロック（O-lock）がついている。

### 婦人用

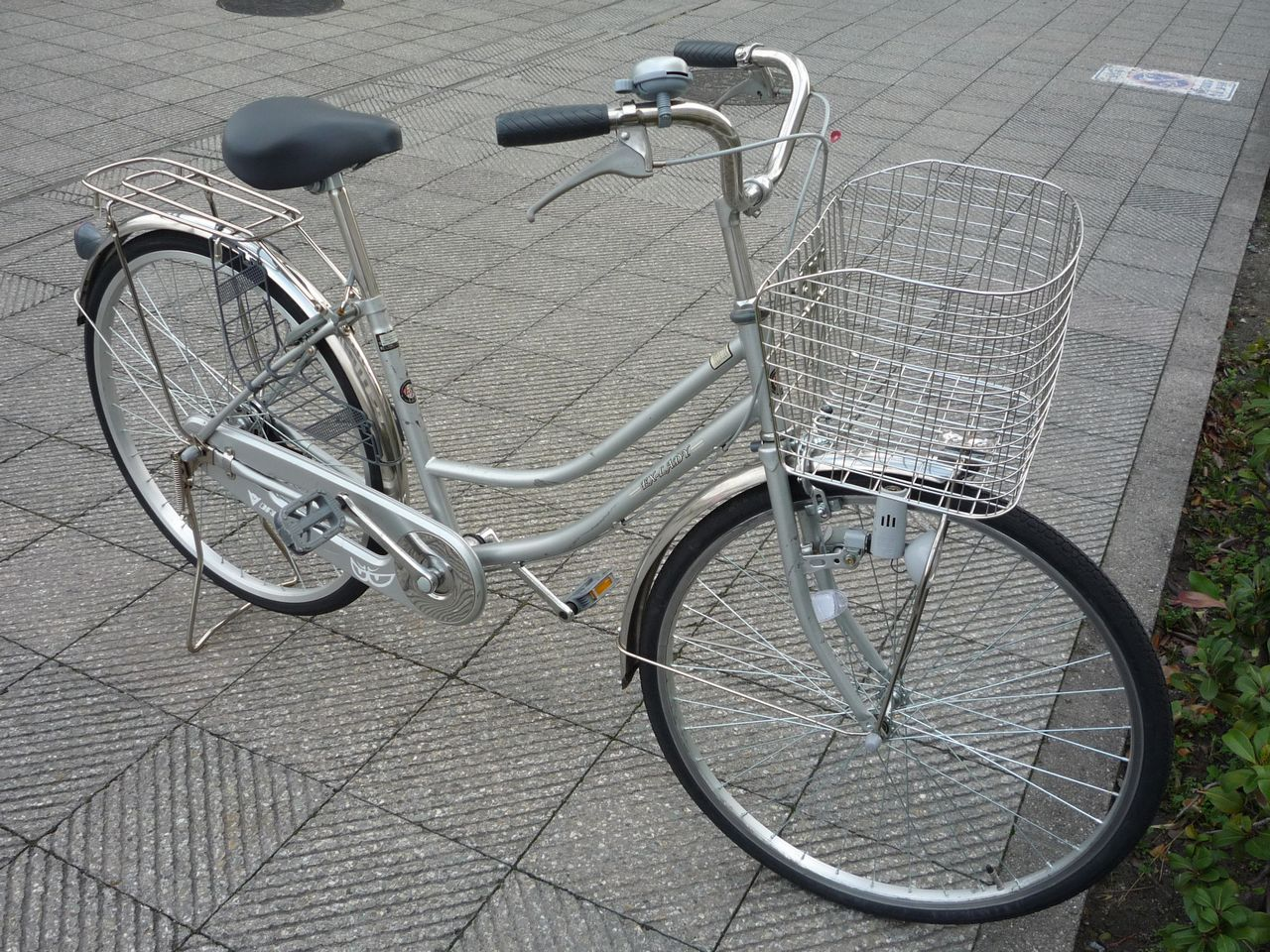
婦人用シティサイクル

ママチャリ・婦人用自転車などと呼ぶものである。メーカーや販売店によっては「ホームサイクル」または「ファミリーサイクル」と呼ぶ場合もある。カマキリ自転車よりもさらに古く1960年代後期から1970年代前半ごろにかけて流行した、婦人用ミニサイクルの影響がうかがえるタイプであり、主に主婦を中心とした女性の、日常の買い物用途に選ばれることが多い。中学校・高等学校の生徒の間では、自転車通学のため、あえてこのタイプを選ぶのが粋とする風潮が一部に見られる。
スタッガードフレームをベースに曲線を取り入れたダブルループフレーム（double loop frame）や、一本の太いパイプを曲げ加工したU字（またはL字）フレームで、乗り降りの際になるべく足を高く上げる必要がないよう配慮されている。乗員のスカートなど衣服の裾が後輪に巻き込まれるのを防ぐドレスガードを備え、チェーンガードはフルカバードの全ケースであるものが多い。スタンドは両足スタンドと呼ばれる車体が直立した状態で駐車できるものが使われ、荷物の載せ下ろしの際も安定感がある。前かごに加え、リヤキャリアも標準装備するのが一般的。上体を起こした視界の広い乗車姿勢が得られ、前かごの荷物と手が干渉することの無いセミアップハンドルと呼ばれるハンドルバーをもつものがほとんどであるが、アップハンドルにsemiが付くのは、先にミニサイクルに使われていたアップハンドルと比較して、ライズが半分ほどと小さいためである。
タイヤのサイズは26型が多数を占めるが、27型および小柄な顧客向けの24型（24×1 3/8 リム径540mm）も存在している。なお、日本工業規格JIS D 9101-1991（自転車用語）では「車輪の径の呼び24以下のもの」をミニサイクルと規定しているが、販売店など輪界の現場では、24×1 3/8型のシティサイクルはミニサイクルとは呼ばないことが多い。これは22型（22×1 3/4 リム径501mm 外径から23.5型と呼ぶ場合もある）のミニサイクルと、24型婦人用シティサイクルとの車格が近いことによる混乱を防ぐとともに、ミニサイクルという名称に伴う特定のイメージの影響を避けるための習慣的な区別である。

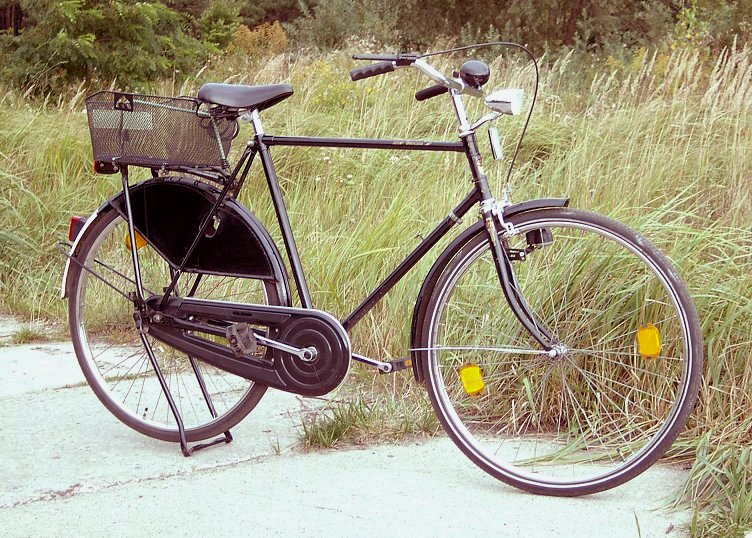
フルチェーンガードとスカートガードがついたシティバイク。

スカートガード（skirt guard）、ドレスガード（dress guard）、コートガード（coat guard）がついている婦人用自転車もある。

### ファッションサイクル

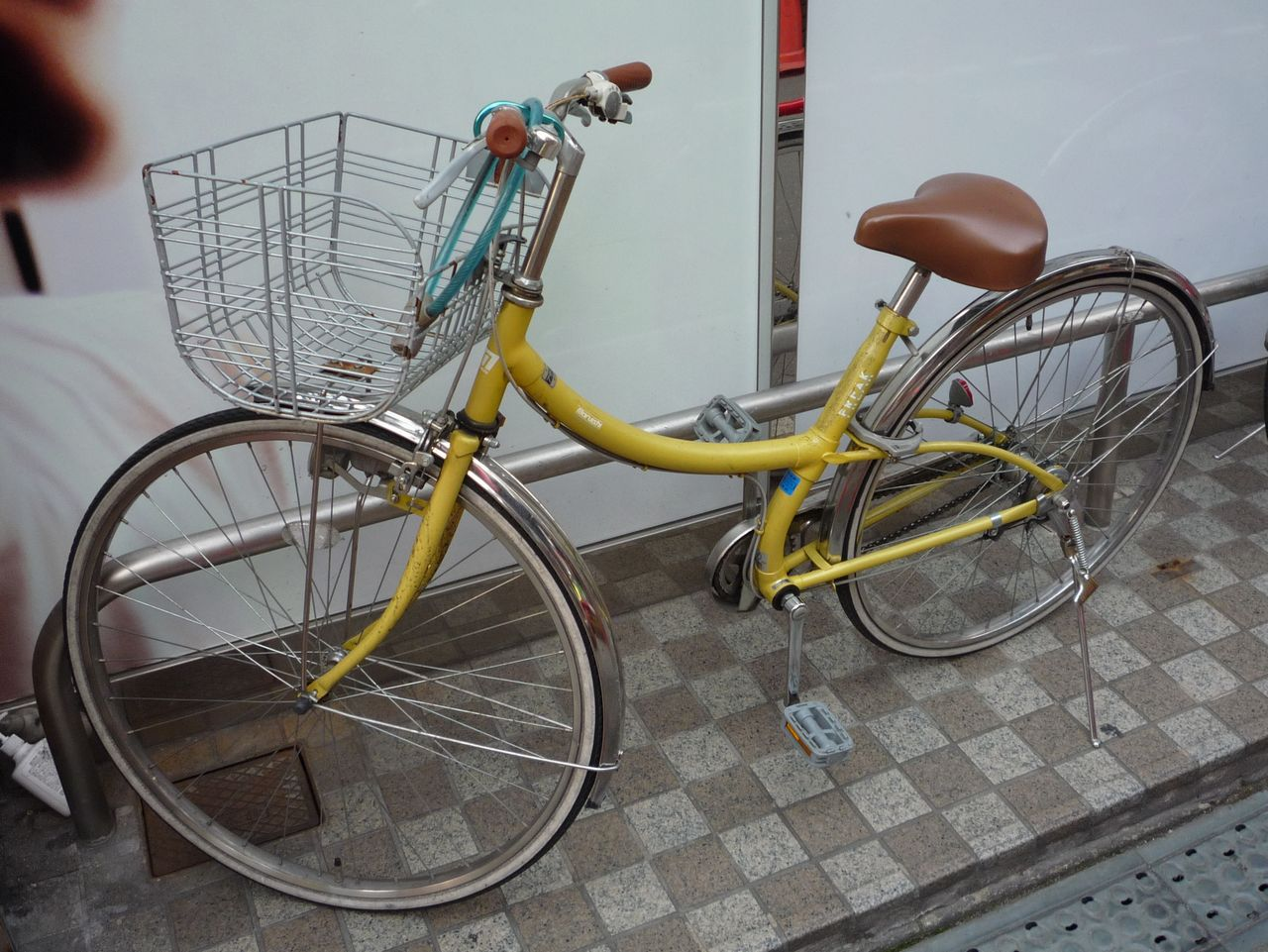
ファッションサイクルの一例

基本型はシティサイクルの始祖であるカマキリ自転車の形態を受け継いでいるが、誕生時の重要な特質であったファッション性は、普及に伴って失われ、「自転車のある生活に彩りを与えよう」という当初の精神は廃れてしまった。シティサイクルが普及するにつれ画一的な形状の、実用性一辺倒の銀色の塗装のものばかりとなり、没個性的なシティサイクルが街にあふれることになった。
こうした状況を打破すべく、フレームや各部品、装備品の形状や色彩に変化を与え、ファッション性を高めるべくデザインされたものが現れ「ファッションサイクル」と呼ばれるようになった。若い女性や主婦に選ばれることが多い。
基本型や婦人用をベースとして小規模な改変を加えただけの簡単なものが主流だが、中には実用性を疑わせるほど奇抜なものも稀にある。

### ハイブリッドバイク
ブレーキやギア、ハンドルなどは、マウンテンバイクのコンポーネントを使用し、ホイールやタイヤは、ロードバイクやツーリングバイクと同じ700c規格（リム径622mm）を搭載したクロスバイクのようなシティバイクもある。泥除け、チェーンガード、スタンドなどは、標準装備されている。見た目は、ママチャリだかギアもクロスバイクと同じくらいついているモデルが多く、スピードもクロスバイク並みに出る。ママチャリに似た形状のフレームにママチャリに似た形状のフラットバーハンドルを採用し、タイヤの太さは25cから38c程度の路面からの衝撃を吸収でき耐パンク性能を確保したタイヤを装備したモデルが多い。コンポーネントは、ターニーなど比較的、低価格帯のコンポーネントが使われる。変速機は、6段変速が標準だが18段変速などの機体も多い。チューブバルブには、米式バルブ（シュレーダーバルブ）のものが使われている。自動車やモーターサイクルと共通であるため、ガソリンスタンドで空気を入れてもらえる。バルブ外径が英式と同じ為、英式バルブ装備車と相互に交換することが可能。さまざまな路面に対応するため、前は太目のブロックタイヤ、後ろはスリックタイヤといった組み合わせもみられる。
ステップスルーフレームはハイブリッド型シティバイクの大きな特徴の一つである。ブレーキにも大きな特徴の一つがあり、クロスバイクやマウンテンバイク同様に前後Vブレーキを標準装備している。リアエンドは、逆爪エンド（ロードエンド）型になっており、スタンドもサイドスタンドなっているので、軽快車よりもメンテナンスがしやすくなっている。

## イベント
ロードバイク等と違いレースを前提に開発されていないが、その入手と取り扱いの容易さから出場をシティサイクルに限定したロードレースが行われている。
- 毎年8月、北海道の十勝インターナショナルスピードウェイでは「全日本ママチャリ耐久12時間レース」が行われている。
- 静岡県の富士スピードウェイでは「ママチャリグランプリ」が行われている。
- 大分県のオートポリスでは「お買い物自転車耐久レース」が行われている。
- 宮城県のスポーツランドSUGOでは「SUGOママチャリエンデューロ」が年間三戦行われている。